# (28533) Iansohl
(28533) Iansohl est un astéroïde de la ceinture principale d'astéroïdes.

## Description
(28533) Iansohl est un astéroïde de la ceinture principale d'astéroïdes. Il fut découvert le 29 février 2000 à Socorro (Nouveau-Mexique) par le projet LINEAR. Il présente une orbite caractérisée par un demi-grand axe de 2,35 UA, une excentricité de 0,16 et une inclinaison de 1,4° par rapport à l'écliptique.

## Compléments